# Pendant ce temps sur Terre
 Pendant ce temps sur Terre (dt. etwa: „Inzwischen auf der Erde“, englischer Festivaltitel: Meanwhile on Earth) ist ein französischer Spielfilm von Jérémy Clapin aus dem Jahr 2024. Die Uraufführung des Science-Fiction-Films erfolgte Mitte Februar 2024 bei der 74. Berlinale.

## Handlung
Seitdem Franck vor drei Jahren bei einer Weltraummission verschwand, hat seine Schwester Elsa Schwierigkeiten, ihr Leben wie gewohnt fortzusetzen. Beide standen sich sehr nahe. Eines Tages wird Elsa von einer außerirdischen Lebensform kontaktiert.

## Produktion
Der Film, für den Clapin auch das Drehbuch geschrieben hat, ist der zweite Spielfilm des Regisseurs und sein erster Science-Fiction-Film. Die Dreharbeiten fanden von Ende August bis Anfang Oktober im Departement Puy-de-Dôme (Auvergne-Rhône-Alpes) in Maringues, Enval (Centre hospitalier) und in Saint-Éloy-les-Mines und Umgebung statt. Einige Szenen wurden in Paris und in Belgien gedreht.

## Veröffentlichung
Die Weltpremiere von Pendant ce temps sur terre fand am 16. Februar 2024 bei den Internationalen Filmfestspielen Berlin statt. Dort wurde das Werk in die Sektion Panorama aufgenommen.
Ein regulärer Kinostart in Frankreich im Verleih von Diaphana Distribution soll am 1. Mai 2024 erfolgen.

## Auszeichnungen
Im Rahmen seiner Aufnahme in die Panorama-Sektion der Berlinale 2024 ist Pendant ce temps sur Terre automatisch für den Panorama Publikumspreis nominiert.